# 부리면
부리면(富利面)은 충청남도 금산군의 면이다.

## 연혁
- 757년 : 진례현
- 1173년 : 부리현
- 1413년 : 전기에는 부리현으로 칭하다가 후기에는 부동면과 부서면으로 칭함
- 1896년 : 전라북도 금산군 부리면
- 1962년 12월 12일 : 전라북도에서 충청남도로 환원[1]

## 교육
- 부리초등학교 (양곡리)
  - 부동분교 (폐교) - 부리면 적벽강로 229 (예미리)
  - 금동분교 (폐교) - 부리면 신촌길 164 (신촌리)
- 창평초등학교 (폐교) - 부리면 창평로 346 (창평리)
- 부리중학교 (양곡리)

## 행정 구역
| 법정리 | 한자명 | 행정리  | 자연마을               | 비고                   |
| ------ | ------ | ------- | ---------------------- | ---------------------- |
| 관천리 | 冠川里 | 관천리  | 안갓바래, 바깥갓바래   |                        |
| 방우리 | 方佑里 | 방우리  | 방우리, 농원           |                        |
| 불이리 | 不二里 | 불이1리 | 불이리                 |                        |
| 불이리 | 不二里 | 불이2리 | 배정이                 |                        |
| 선원리 | 仙源里 | 선원1리 | 선원                   |                        |
| 선원리 | 仙源里 | 선원2리 | 더덕골, 불은이         |                        |
| 선원리 | 仙源里 | 선원3리 | 틀무실, 홍성골         |                        |
| 수통리 | 水通里 | 수통1리 | 수통골                 |                        |
| 수통리 | 水通里 | 수통2리 | 도파                   |                        |
| 신촌리 | 新村里 | 신촌1리 | 웃샏터                 |                        |
| 신촌리 | 新村里 | 신촌2리 | 춘호, 아랫샏터         |                        |
| 신촌리 | 新村里 | 신촌3리 | 안담(내장)             |                        |
| 양곡리 | 陽谷里 | 양곡1리 | 미랭이                 |                        |
| 양곡리 | 陽谷里 | 양곡2리 | 말골(두곡)             |                        |
| 양곡리 | 陽谷里 | 양곡3리 | 경당                   |                        |
| 양곡리 | 陽谷里 | 양곡4리 | 유문이                 |                        |
| 어재리 | 於在里 | 어재1리 | 느리제                 |                        |
| 어재리 | 於在里 | 어재2리 | 압수                   |                        |
| 예미리 | 曳尾里 | 예미1리 | 이무골                 |                        |
| 예미리 | 曳尾里 | 예미2리 | 승재                   |                        |
| 창평리 | 倉坪里 | 창평1리 | 창들                   |                        |
| 창평리 | 倉坪里 | 창평2리 | 내내골(양지편, 음지편) |                        |
| 창평리 | 倉坪里 | 창평3리 | 흰바위                 |                        |
| 평촌리 | 坪村里 | 평촌1리 | 벌말, 왜말             |                        |
| 평촌리 | 坪村里 | 평촌2리 | 물페기, 동기, 절골     |                        |
| 현내리 | 縣內里 | 현내1리 | 현내                   | 면 행정복지센터 소재지 |
| 현내리 | 縣內里 | 현내2리 | 쇠고무골, 부처댕이     |                        |
| 현내리 | 縣內里 | 현내3리 | 노티                   |                        |